# Puenta
Puenta, pointa (fr. point = kropka) – zaskakujące sformułowanie podkreślające sens wypowiedzi lub utworu literackiego umieszczone na końcu.
Puenta jako zabieg formalny jest wykorzystywana w takich gatunkach literackich, jak epigramat, humoreska czy nowela. Była jednym z ważniejszych narzędzi stylistycznych w konceptystycznych utworach tworzonych w barokowych nurtach gongoryzmu czy marinizmu.